# FK Shahrixon
FK Shahrixon (uzb. «Shahrixon» futbol klubi, ros. Футбольный клуб «Шахрихан», Futbolnyj Kłub "Szachrichan") – uzbecki klub piłkarski, mający siedzibę w mieście Shahrixon na wschodzie kraju. Założony w roku 1967.
W 1992 występował w Oʻzbekiston PFL.

## Historia
Chronologia nazw:
- 1967–1970: Oq Oltin Moskowskij (ros. «Ок олтын» (Московский))
- 1977–1985: Shahrixonets Shahrixon (ros. «Шахриханец» Шахрихан)
- 1986–1992: Shahrixonchi Shahrixon (ros. «Шахрихончи» Шахрихан)
- 1993–2007: FK Shahrixon (ros. ФК «Шахрихан»)
- 2008: Oq Oltin Shahrixon (ros. «Ок олтын» Шахрихан)
- 2009–2010: Rush Milk Shahrixon (ros. «Раш милк» Шахрихан)
- 2011–...: FK Shahrixon (ros. ФК «Шахрихан»)

Piłkarski klub Oq Oltyn został założony w miejscowości Moskowskij (do 1970 tak nazywał się Shahrixon) w 1967 roku. W 1967 zespół debiutował w Klasie B, strefie Azji Środkowej i Kazachstanu Mistrzostw ZSRR oraz w rozrywkach Pucharu ZSRR. W 1970 po kolejnej reorganizacji systemu lig ZSRR klub został zdegradowany do Klasy B, strefy średnio-azjatyckiej. Chociaż zajął wysokie 3. miejsce w tabeli, ale w 1971 nie otrzymał promocji do gry w profesjonalnej Drugiej Lidze i potem kontynuował występy w rozgrywkach amatorskich. W 1977 z nazwą Shahrixonets Shahrixon startował w Drugiej Lidze, strefie 5. W 1985 zajął 6. miejsce w Drugiej Lidze, strefie 7, ale już w następnym sezonie grał w rozgrywkach amatorskich. Potem nazywał się Shahrixonchi Shahrixon. W 1991 po reorganizacji systemu lig ZSRR klub otrzymał prawo gry w Drugiej Niższej Lidze, strefie 9.
W 1992 debiutował w pierwszych niepodległych rozgrywkach Wyższej Ligi Uzbekistanu, gdzie zajął 15. miejsce w i spadł do Pierwszej Ligi. W 1993 zmienił nazwę na FK Shahrixon, ale zajął ostatnie 16. miejsce w lidze i został zdegradowany do Drugiej Ligi. Po roku przerwy w 1995 powrócił do Pierwszej Ligi. W 2008 przyjął nazwę Oq Oltin Shahrixon, a potem nazywał się Rush Milk Shahrixon umieszczając nazwę sponsora. W 2010 zajął ostatnie 12. miejsce w lidze i spadł do Drugiej Ligi. W 2011 przywrócił nazwę historyczną klubu FK Shahrixon.

## Sukcesy

### Trofea międzynarodowe
Nie uczestniczył w rozgrywkach azjatyckich (stan na 31-05-2015).

### Trofea krajowe
Uzbekistan
| \| \| Zdobyte trofea w rozgrywkach Uzbekistanu (stan na: 31-05-2015) \| |                                                                |      |                                          |
| Rozgrywki                                                               | Osiągnięcie                                                    | Razy | Sezon(y)                                 |
| Mistrzostwo                                                             | I miejsce                                                      | 0    |                                          |
| Mistrzostwo                                                             | II miejsce                                                     | 0    |                                          |
| Mistrzostwo                                                             | III miejsce                                                    | 0    |                                          |
| Mistrzostwo                                                             | 15. miejsce                                                    | 1    | 1992                                     |
| Puchar                                                                  | zdobywca                                                       | 0    |                                          |
| Puchar                                                                  | finalista                                                      | 0    |                                          |
| Puchar                                                                  | 1/8 finału                                                     | 6    | 1992, 1996, 1998, 1999/00, 2001/02, 2006 |
| II liga                                                                 | I miejsce                                                      | 0    |                                          |
| II liga                                                                 | II miejsce                                                     | 0    |                                          |
| II liga                                                                 | III miejsce                                                    | 0    |                                          |
| II liga                                                                 | 5. miejsce                                                     | 2    | 1996, 1998                               |
| Uzbekistan                                                              | Zdobyte trofea w rozgrywkach Uzbekistanu (stan na: 31-05-2015) |      |                                          |

ZSRR
| \| \| Zdobyte trofea w rozgrywkach Związku Radzieckiego (stan na: 31-12-1991) \| |                                                                         |      |          |
| Rozgrywki                                                                        | Osiągnięcie                                                             | Razy | Sezon(y) |
| Mistrzostwo                                                                      | I miejsce                                                               | 0    |          |
| Mistrzostwo                                                                      | II miejsce                                                              | 0    |          |
| Mistrzostwo                                                                      | III miejsce                                                             | 0    |          |
| Puchar                                                                           | zdobywca                                                                | 0    |          |
| Puchar                                                                           | finalista                                                               | 0    |          |
| Puchar                                                                           | 1/512 finału                                                            | 1    | 1967/68  |
| II liga                                                                          | I miejsce                                                               | 0    |          |
| II liga                                                                          | II miejsce                                                              | 0    |          |
| II liga                                                                          | III miejsce                                                             | 0    |          |
|                                                                                  | Zdobyte trofea w rozgrywkach Związku Radzieckiego (stan na: 31-12-1991) |      |          |

- Wtoraja liga ZSRR:
  - wicemistrz w grupie (2x): 1968, 1979

## Stadion
Klub rozgrywa swoje mecze domowe na stadionie im. G.Olimova w Shahrixon, który może pomieścić 8,000 widzów.

## Piłkarze
Znani piłkarze:
- / Oleg Burov
- / Valeriy Kirillov

## Trenerzy
...
- 1977–07.1979:  Nikołaj Miednych
- 07.1979–12.1979:  Birodar Abduraimov
- 1980:  Galimzian Chusainow
- 1981–06.1982:  Aleksiej Stiepanow
- 07.1982–1983:  Tuliagan Isakow
- 1984–02.1985:  Enwar Sinija
- 02.1985–12.1985:  Aleksandr Awierjanow

...
- 1990–05.1991:  Rustam Osmanov
- 05.1991–12.1991:  Rakiv Bagauddinov
- 03.1992–07.1992:  Vladimir Enns
- 07.1992–12.1992:  Nerd Ayriyev

...
- 2007:  Toir Shoev

...